# Jenny Orléans
 (juin 2023).
Jenny Ninon Orléan, de son nom d'actrice Jenny Orléans, née le 19 janvier 1932 à Paris et morte dans cette même ville le 12 avril 2008, est une actrice française.
Elle est connue surtout pour avoir joué dans les films Babette s'en va-t-en guerre, Aimez-vous Brahms ?, ainsi que pour son rôle de la cantatrice Bianca Castafiore dansTintin et les Oranges bleues en 1964.

## Filmographie

### Cinéma
- 1953 : Les Enfants de l'amour de Léonide Moguy
- 1957 : Moi et le colonel de Peter Glenville
- 1957 : Pot-Bouille de Julien Duvivier
- 1958 : Der eiserne Gustav de George Hurdalek
- 1959 : Babette s'en va-t-en guerre de Christian-Jaque
- 1960 : Aimez-vous Brahms ? d'Anatole Litvak
- 1960 : Un couple de Jean-Pierre Mocky
- 1963 : La Vie à l'envers d'Alain Jessua
- 1964 : La Bonne Occase de Michel Drach
- 1964 : Compartiment tueurs de Costa-Gavras
- 1964 : Déclic et des claques de Philippe Clair
- 1964 : La Cité de l'indicible peur de Jean-Pierre Mocky
- 1964 : Lady L de Peter Ustinov
- 1964 : Moi et les hommes de quarante ans de Jack Pinoteau
- 1964 : Tintin et les Oranges bleues de Philippe Condroyer
- 1966 : La Nuit des généraux d'Anatole Litvak
- 1966 : Sale temps pour les mouches... de Guy Lefranc
- 1967 : Les Grandes Vacances de Jean Girault
- 1968 : Le Temps de vivre de Bernard Paul (rôle coupé au montage)
- 1970 : L'Ardoise de Claude Bernard-Aubert

### Télévision
- 1962 : Les Trois Chapeaux claques, téléfilm de Jean-Pierre Marchand : Mme Olga
- 1965 : Le train bleu s'arrête 13 fois, série télévisée, épisode Paris : Signal d'alarme de Michel Drach
- 1966 : Antony de Jean Kerchbron
- 1971 : Les Enquêtes du commissaire Maigret de Claude Barma, épisode : Maigret en vacances : Laurence

## Théâtre
- 1954 : La Matinée d'un homme de lettres de Tania Balachova d'après Anton Tchekhov, mise en scène Tania Balachova, Théâtre de la Huchette
- 1956 : Les Amants puérils de Fernand Crommelynck, mise en scène Tania Balachova, Théâtre des Noctambules
- 1959 : Les Trois Chapeaux claque de Miguel Mihura, mise en scène Olivier Hussenot, Théâtre de l'Alliance française
- 1959 : Un joueur d'André Charpak d'après Fiodor Dostoïevski, mise en scène André Charpak, Théâtre de l'Alliance française
- 1960 : L'Étouffe-Chrétien de Félicien Marceau, mise en scène André Barsacq, Théâtre de la Renaissance
- 1961 : Gorgonio de Tullio Pinelli, mise en scène Claude Sainval,   Comédie des Champs-Élysées